# Noj Kaaj Santa Cruz

Áreas bajo el dominio de los mayas rebeldes de Chan Santa Cruz, aproximadamente en 1870.

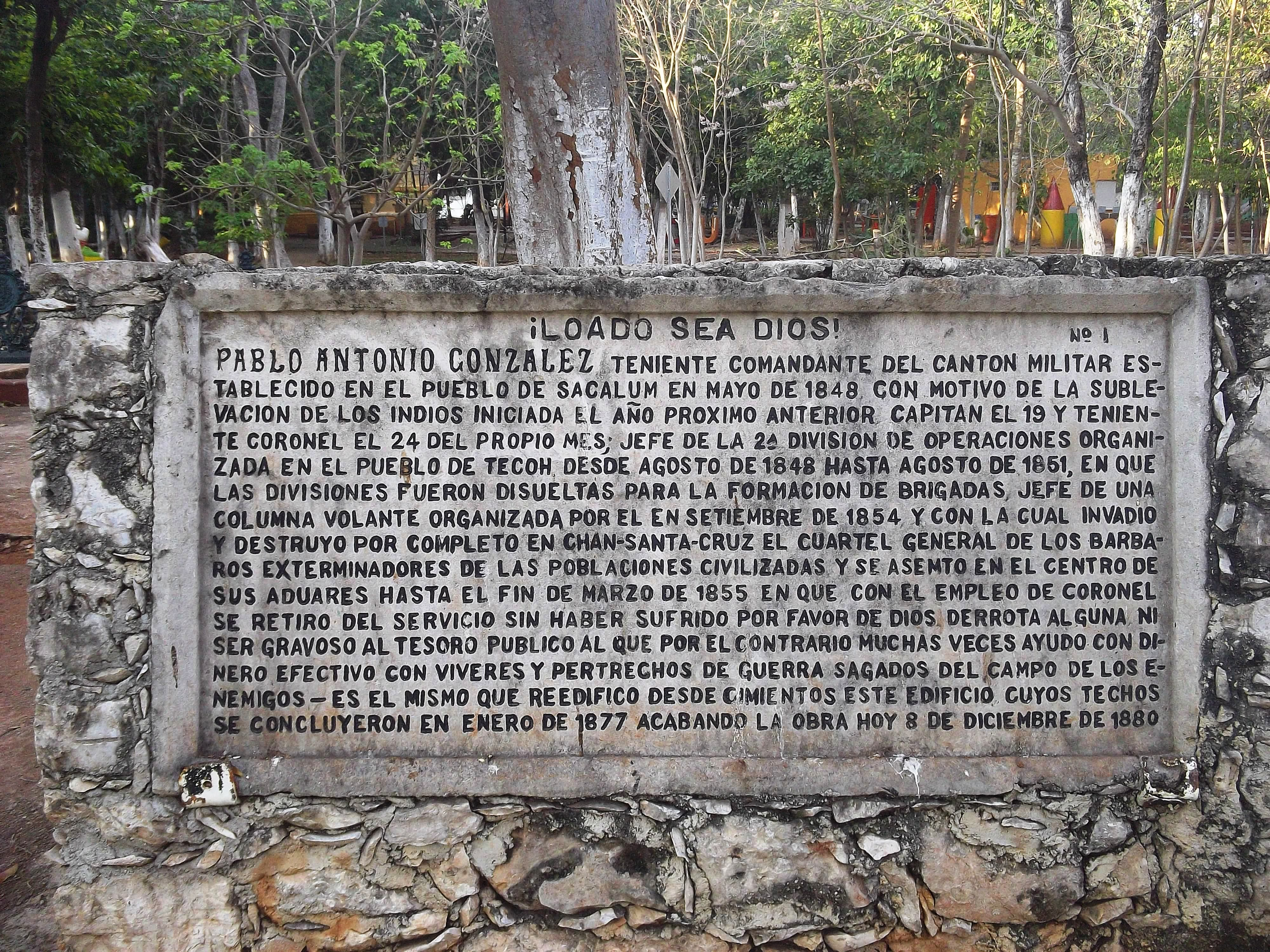
Piedra grabada que narra un episodio de la Guerra de Castas ocurrido en Chan Santa Cruz.

Noj Kaaj Santa Cruz Xbáalam Naj (común y erróneamente conocida como Chan Santa Cruz) fue el nombre original de la actual ciudad de Felipe Carrillo Puerto en Quintana Roo, México y es también el nombre que se dio al estado maya de facto independiente, que fue capital o principal reducto de los indígenas sublevados durante la rebelión conocida como Guerra de Castas. Los mayas rebeldes eran conocidos como los Cruzoob.
Uno de los más notables aspectos de Chan Santa Cruz fue el desarrollo de una nueva religión, conocida como el Culto a la Cruz Parlante, y que era una adaptación del catolicismo con tradiciones y creencias mayas autóctonas, la llamada Cruz Parlante era la verdadera gobernante de la sociedad e incluso ejercía el mando militar, por lo que se puede considerar que Chan Santa Cruz era un estado teocrático. Como no existían sacerdotes católicos que atendieran la región, el culto era dirigido por los llamados maestros cantores o intérpretes de la cruz que hablaban en su nombre y recibían esa potestad directamente de Dios.

## Fundación
Noj Kaaj Santa Cruz Xbalam Naj fue fundada alrededor de 1850 en las cercanías de un cenote, que proveía de las necesidades de agua potable de la población y que según la tradición fue encontrado siguiendo las indicaciones de la Cruz Parlante.
Desde mediados del siglo XIX hasta 1893, el Reino Unido reconoció de hecho a Chan Santa Cruz como un estado independiente (de manera similar a la Mosquitia), al mantener con los cruzo'ob un importante intercambio comercial a través de la colonia inglesa de Honduras Británica, hoy Belice, convirtiéndose así los ingleses en los principales proveedores de armamento para el combate de los mayas. En 1893 México y Reino Unido firmaron un tratado en el que fijaron definitivamente sus límites territoriales en el Río Hondo, y en el mismo los ingleses se comprometieron a dejar de proveer de armamento a los cruzo'ob.

## Guerra de Castas
Durante la rebelión maya, estos expulsaron de la zona que controlaban a todos los habitantes no mayas, la principal población de la región, Bacalar, fue atacada y los habitantes que sobrevivieron huyeron a Belice, donde muchos de ellos permanecieron hasta la fundación de Chetumal.
El gobierno mexicano de Porfirio Díaz terminó con la rebelión y con tal efecto en la zona dominada por Chan Santa Cruz y que oficialmente pertenecía al estado de Yucatán, creó el Territorio Federal de Quintana Roo e inició el desarrollo y ocupación del territorio y el control de la frontera para evitar el tráfico de armas, razón por la cual en 1898 fue fundada la ciudad de Payo Obispo, hoy Chetumal, en la desembocadura del Río Hondo, finalmente el Ejército Mexicano mandado por el general Ignacio A. Bravo derrotó definitivamente a los cruzo'ob y conquistó Chan Santa Cruz en mayo de 1901, siendo rebautizada como Santa Cruz de Bravo y convirtiéndose en población y capital del territorio de Quintana Roo, hoy estado de Quintana Roo.